# Modelo digital del terreno

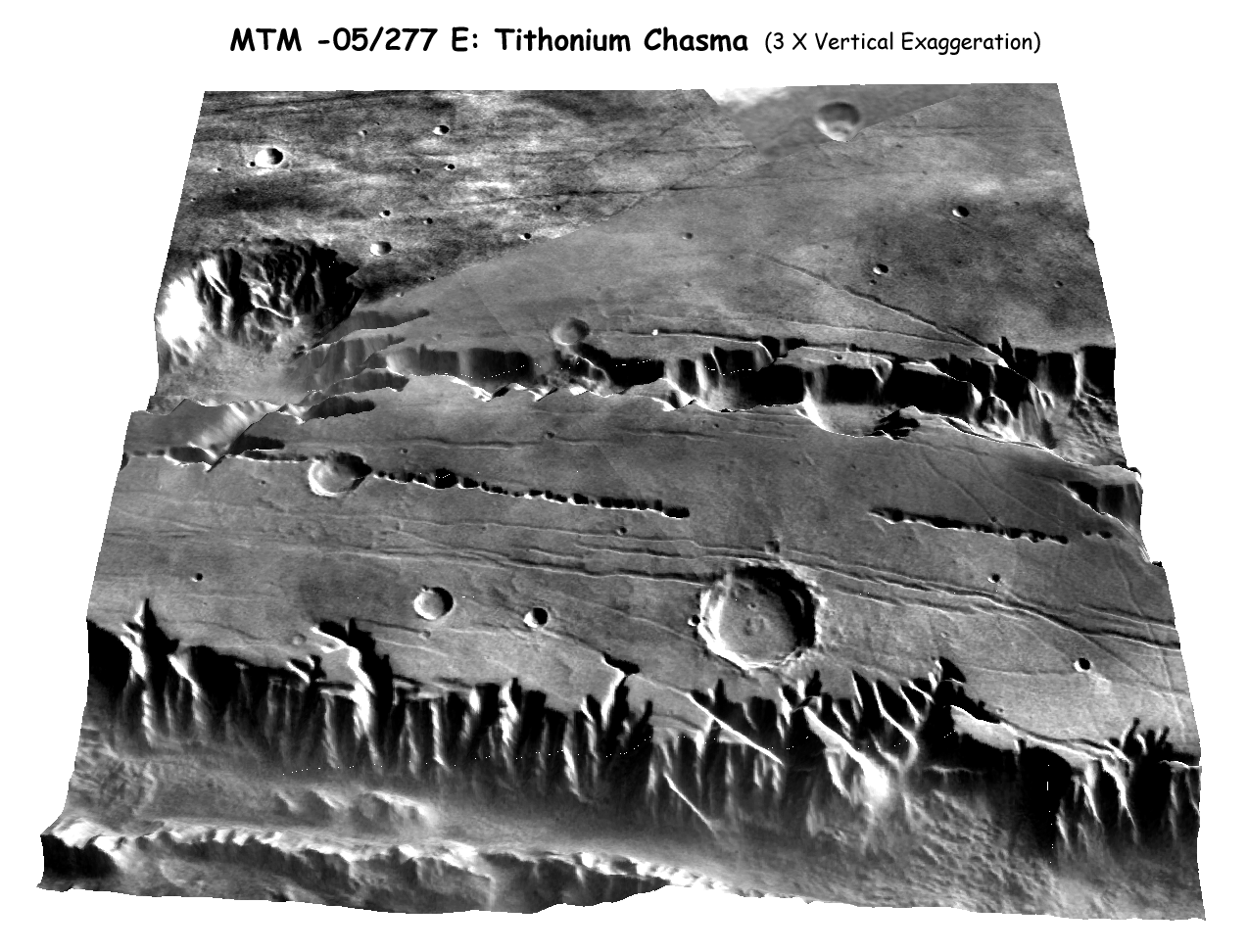
Imagen en 3D de un MDT de Tithonium Chasma en la parte oeste de Valles Marineris, en Marte. La imagen tridimensional se obtuvo calculando una iluminación ficticia, que en este caso procede de la parte superior derecha.

El MDT no toma en cuenta los objetos que se encuentran sobre el terreno, como las plantas y los edificios. Un Modelo Digital de Elevación es una representación de las elevaciones sobre un terreno, incluyendo las plantas y los edificios.

Un modelo digital de terreno (MDT) es una estructura numérica de datos que representa la distribución espacial de una variable cuantitativa y continua.
El tipo de Modelo Digital del Terreno (MDT) más conocido es el Modelo Digital de Elevaciones (MDE), un caso particular de aquel, en el que la variable representada es la cota del terreno en relación con un sistema de referencia concreto. No obstante no hay un uso normalizado en la literatura científica de los términos Modelo Digital de Elevaciones (MDE), Modelo Digital del Terreno (MDT) y Modelo Digital de Superficie (MDS). En la mayoría de los casos, el término Modelo Digital de Superficie se refiere a la superficie de la tierra e incluye todos los objetos que esta contiene. En cambio un MDT representa la superficie de suelo desnudo y sin ningún objeto, como la vegetación o los edificios.

## Campo de aplicación
En definitiva un MDT es pues una representación en falso 3D de la topografía (altimetría y/o batimetría) de una zona terrestre (o de un planeta telúrico) en una forma adaptada a su utilización mediante un ordenador digital (ordenador). Su campo uso es muy variado:
- Extracción de los parámetros del terreno.
- Trazados de perfiles topográficos.
- Modelización de la escorrentía del agua o del movimiento de masa (por ejemplo, para avalanchas y corrimientos de terreno).
- Creación de mapas en relieve.
- Tratamiento de visualizaciones en 3D.
- Planificación de vuelos en 3D.
- Creación de modelos físicos (incluyendo creación de mapas de relieve).
- Rectificación geométrica de fotografías aéreas o de imágenes satelitales.
- Reducción (corrección del terreno) de las medidas de gravedad (gravimetría, geodesia física).
- Los análisis del terreno en geomorfología y geografía física.
- Sistemas de información geográfica (SIG).
- Ingeniería y diseño de infraestructuras.
- Sistemas globales de navegación por satélite (GNSS).
- Análisis de la línea de mira.
- Cartografía de base.
- Simulación de vuelo.
- Agricultura de precisión y gestión forestal.
- Análisis de superficie.
- Sistemas de transporte inteligentes.
- Seguridad automotriz y sistemas avanzados de asistencia al conductor.

## Tipos de Modelos Digitales del Terreno
En cartografía, las altitudes suelen representarse mediante curvas de nivel y cotas. En función del tamaño de la zona cubierta, la mayoría de los MDT utilizan, para las pequeñas zonas, una red cuadrada regular, mientras que para las zonas grandes utilizan una red pseudocuadrada cuyos lados son meridianos y paralelos.
Los MDT se pueden dividir según el tipo de red utilizado:
- red cuadrada/rectangular;
- red hexagonal;
- red triangular regular;
- red triangular de otro tipo.

En función del tipo de red, varía la representación informática del MDT. En el caso de redes rectangulares, se pueden utilizar cuadros, pero en el resto de casos, las estructuras de datos son más complejas.
Datas  topográficos.
1.-La numeración 
2.-Norte  
3.-Este
4.-Cota 
5.-Descripción  

## Construcción
La adquisición puede realizarse de varias formas:
- mediante interferometría radar;
- mediante estereoscopía, a partir de pares de imágenes aéreas (fotogrametría) o tomas por satélite;
- mediante digitalización de las curvas de nivel de un mapa;
- mediante la entrada directa de las coordenadas (x, y, z) de los puntos del terreno, medidas por GPS, triangulación (por topógrafos) o lasergrametría (técnica que permite capturar las coordenadas de un punto en x,y,z por medio de un telémetro láser);
- mediante un sistema láser aerotransportado (Lidar).

En los tres primeros casos, la red dependerá de la red utilizada para las imágenes iniciales, que será generalmente una red regular rectangular. En casos aislados, se tratará de una red regular triangular o hexagonal.
En los dos últimos casos, la red suele ser triangular de cualquier tipo, ya que la técnica de selección de los puntos característicos del terreno no garantiza su distribución regular sobre el plano (x, y).
Existen satélites de observación de la Tierra dedicados a la creación de MDE: Spot 5 y el instrumento HRS, la constelación radar TerraSAR-X y TanDEM-X.

## Explotación
A partir de la lista de los puntos de la red, se construye un modelo de superficie formado por triángulos pegados entre sí. En el caso de redes no triangulares, se añade una etapa de selección de los puntos que se deben unir en triángulos.
En el caso de la infografía, los triángulos se visten con una capa, restituyendo de este modo el aspecto general del terreno, de una imagen satelital o de un mapa.
En el caso de una trayectografía de vuelo rasante, establecemos el camino más corto y el menos expuesto, comprobando que cada punto de la trayectoria se encuentra por encima de la superficie definida por la red del MDT.
Cada vez con mayor frecuencia, los sistemas de información geográfica (SIG) incorporan la tercera dimensión en forma de MDT, a pesar de que los costes relacionados con la adquisición de la información de altitud son relativamente elevados. Esto permite utilizar estos SIG para aplicaciones como el cálculo de implantación de infraestructuras de transporte (conductos subterráneos, vías terrestres, líneas eléctricas aéreas, antenas GSM, etc.). En este caso, y en función de la resolución del MDT, se integran las informaciones vinculadas con la cobertura del terreno por edificios o plantas, para añadir su altura a la altitud del terreno sobre el cual están situados. Los modelos digitales de terreno también se aplican en el ámbito de las ciencias de la tierra, para realizar análisis cuantitativos de la morfología, que pueden señalar al investigador la presencia de una señal tectónica, climática o litológica.

## Disponibilidad
Algunos organismos cartográficos (principalmente estadounidenses) ponen gratuitamente a disposición del público bases de datos importantes, a las que se puede acceder a través de Internet. Citemos algunos de los principales: la NASA (DEM ASTER, SRTM-1, SRTM-3, SRTM30, MOLA MEGDR), la National Imagery and Mapping Agency (NIMA) (SRTMs) y el USGS (DEM SDTS, 1 grado, 7.5 minutos, NED, GTOPO30).
La cantidad de datos gratuitos sigue siendo limitada, ya que los organismos cartográficos que disponen de ellos se financian generalmente a través de su venta (es el caso, en concreto, del IGN en Francia, que edita los MDT BD Alti). Sin embargo, la situación está mejorando, ya que las administraciones públicas están tomando conciencia de la importancia de estos datos en numerosos ámbitos civiles que no pueden permitirse comprarlos a precio de oro. Por ejemplo:
- El gobierno estadounidense autorizó en septiembre de 2003 la distribución de archivos [SRTM]] (Shuttle Radar Topography Mission), que ofrecen una resolución de 90 metros sobre el 80% de las tierras emergidas, aproximadamente. Anteriormente, solo existían resoluciones de 1 km (GTOPO30).
- En 2009, se distribuyó gratuitamente un nuevo MDT (cubre el 99% de la superficie del globo y tiene una resolución de 30 m); creado por la NASA y el Ministerio de Economía, Comercio e Industria de Japón[4]·[5] a partir de pares estereoscópicos ASTER.
- Desde 2002, el instrumento HRS de Spot 5 ha adquirido más de 100 millones de km² de pares estéreo que sirven para producir MDE de 30 metros en formato DTED2 sobre más de 50 millones de km².[6]
- En 2014, las adquisiciones de los satélites radar TerraSAR-X y TanDEM-X estarán disponibles en forma de cobertura mundial homogénea con una resolución de 12 metros.[7]

## Comparativa

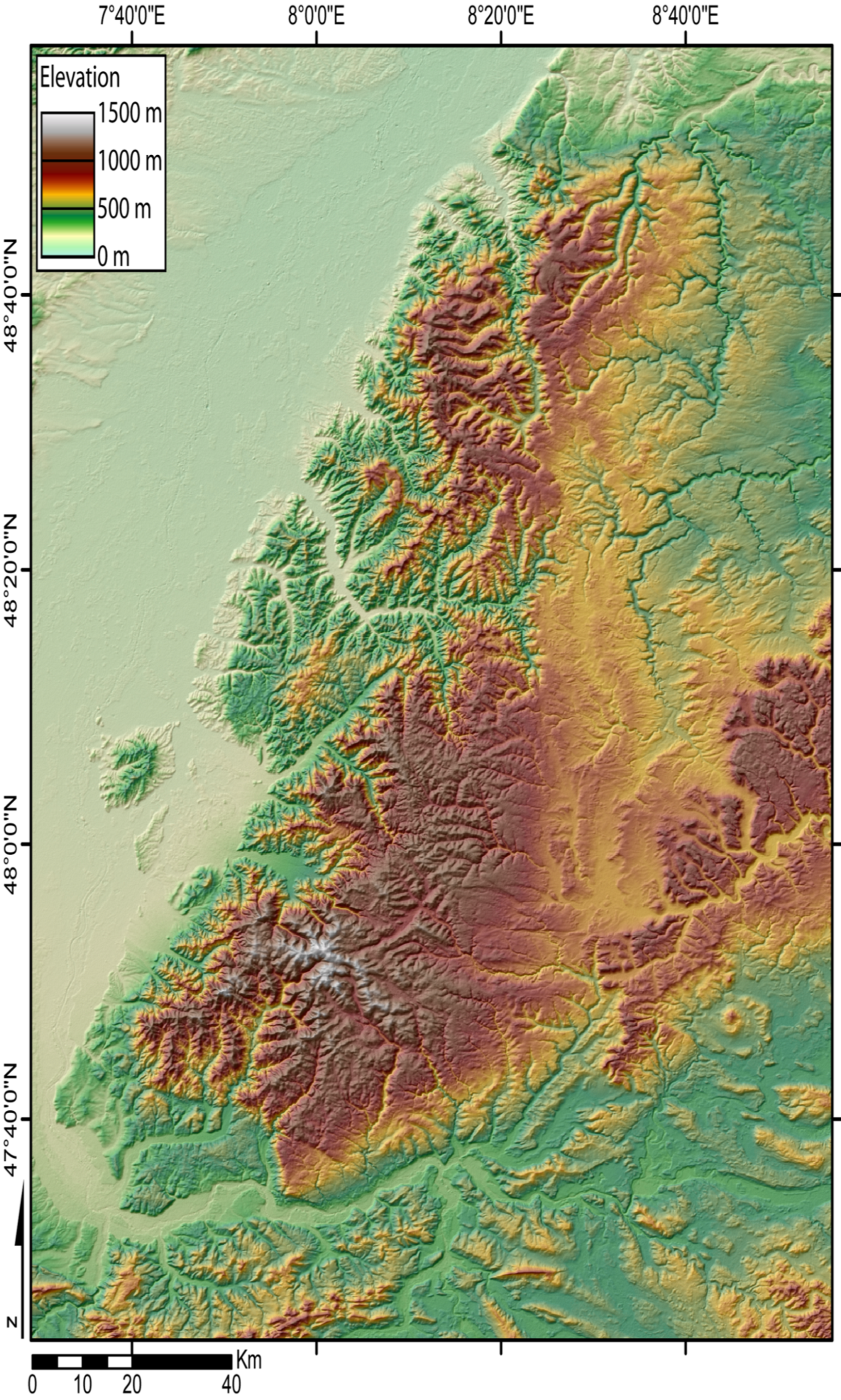
Modelo digital de la topografía de la Selva Negra.

Tres características principales permiten hacerse una idea rápida de un modelo digital de terreno y juzgar su adecuación para una necesidad particular:
- su resolución, es decir, la distancia entre dos puntos adyacentes del MDT;
- su cobertura geográfica': las zonas geográficas sobre las cuales existen datos disponibles;
- la calidad de los datos: depende de la aplicación o no de tratamientos de corrección de los datos tras su recuperación. En efecto, algunos métodos de adquisición dejan artefactos en los datos (zonas distorsionadas sobre líneas costeras a causa de la espuma de las olas, que falsea los ecos del radar, “agujeros” cuando existían nubes durante una adquisición satelital, etc.).

Características de algunos formatos disponibles a través de Internet (consulte la sección Enlaces externos para saber desde dónde descargarlos):
| Nombre                                   | Resolución           | Cobertura geográfica                        | Editor          | Postratamientos |
| ---------------------------------------- | -------------------- | ------------------------------------------- | --------------- | --------------- |
| DEM ASTER                                | 30 m                 | La Tierra entera (bajo demanda)             | NASA            | No              |
| DEM 1 grado                              | 90 m                 | Estados Unidos                              | USGS            | Si              |
| DEM 7.5 minutos                          | 10 y 30 m            | Estados Unidos                              | USGS            | Si              |
| DEM CDED                                 | 23 m y 90 m          | Canadá                                      | CCOG            | Si              |
| GTOPO30                                  | 30" de arco (~ 1 km) | La Tierra entera                            | USGS/NASA       | Si              |
| DEM SDTS                                 | 10 y 30 m            | Estados Unidos                              | USGS            | si              |
| NED                                      | 10 y 30 m            | Estados Unidos                              | USGS            | si              |
| Visual DEM France*                       | 75 m                 | Francia                                     | IGN             | Si              |
| MNT BD Alti*                             | 50 a 1.000 m         | Francia                                     | IGN             | Si              |
| Litto3D**                                | 1 m                  | Zonas litorales francesas entre -10m y +10m | IGN/SHOM        | Si              |
| Shuttle Radar Topography Mission\|SRTM-3 | ~30 m (1" de arco)   | 80% de las tierras emergidas                | NASA/NIMA       | No              |
| Shuttle Radar Topography Mission\|SRTM-1 | ~30 m (1" de arco)   | Estados Unidos                              | NASA/NIMA       | No              |
| MOLA MEGDR                               | 463 m                | Marte (excepto zonas polares)               | NASA            | Si              |
| Reference3D                              | 30m                  | 54 millones de km², 80 millones en 2014     | IGN, Spot Image | Si              |

* Formatos de pago (para los MDT BD Alti, pedidos a partir de 400 euros, según el catálogo IGN 2003) 
** Cobertura total del litoral metropolitano francés en 2013 con una precisión vertical de 20 cm 

## Herramientas colaborativas o gratuitas
Han aparecido varios SIG gratuitos o de código abierto. Es el caso de GRASS (Geographic Resources Analysis Support System), por ejemplo, que puede vincularse con bases de datos libres (MySQL, PostgreSQL, etc.), y utilizar un programa de estadística de código abierto como R. De igual forma, también hemos asistido a la aparición de herramientas de visualización en 3D adaptadas a Linux, como TruFlite.
También existen otras herramientas colaborativas, como JMap Imagerie, que permiten interactuar con imágenes de tipo matricial, en concreto con los modelos digitales de terreno (MDT) o las imágenes satelitales con varias bandas. Permite el cálculo del área cubierta, de la pendiente, del volumen de desmonte y terraplén, la vista en sección, la búsqueda de píxeles, así como los estudios de visibilidad. Forma parte de la biblioteca GDAL (Geospatial Data Abstraction Library).